# Championnat de Tchéquie d'échecs
Le championnat de la République tchèque d'échecs est une compétition organisée par la Fédération d'échecs de la République tchèque.

## Historique
Les premiers championnats tchèques se sont déroulés tous les deux ans, comme le championnat de Bohême (au sein de l'Empire austro-hongrois), entre 1905 et 1913, avant la fondation de la Tchécoslovaquie indépendante. Par la suite, les championnats indépendants de la République tchèque ont perpétué la tradition.
Les différents championnats qui se sont joués au XXe siècle sur l'équivalent du territoire de la république tchèque sont : 
- 1905 –1913 : le championnat de Bohême
- 1919 – 1992 (avec interruptions) : le championnat de Tchécoslovaquie d'échecs
- 1940 – 1944 : le championnat de Bohême et de Moravie
- 1993 à nos jours : le championnat de la République tchèque

## Liste des vainqueurs

### Championnat de Bohême
| Année | Ville          | Vainqueur         |
| ----- | -------------- | ----------------- |
| 1905  | Prague         | Oldřich Duras     |
| 1907  | Brno           | František Treybal |
| 1909  | Prague         | Oldřich Duras     |
| 1911  | Plzeň          | Oldřich Duras     |
| 1913  | Mladá Boleslav | Karel Hromádka    |

### Championnat de Bohême et Moravie
Il se déroule seulement pendant la Seconde Guerre mondiale, du fait de l'organisation institutionnelle d'alors.
| Année | Ville    | Vainqueur       |
| ----- | -------- | --------------- |
| 1940  | Rakovník | Jan Foltys      |
| 1943  | Prague   | František Zíta  |
| 1944  | Brno     | Karel Opočenský |

### Championnat de la République tchèque
| Année   | Ville             | Vainqueur         |
| ------- | ----------------- | ----------------- |
| 1993    | Luhačovice        | Vlastimil Babula  |
| 1994    | Ústí nad Labem    | Zbyněk Hráček     |
| 1995    | Olomouc           | Karel Mokrý       |
| 1996    | Turnov            | Petr Hába         |
| 1997    | Zlín              | Pavel Blatný      |
| 1998    | Zlín              | Sergei Movsesian  |
| 1999    | Lázně Bohdaneč    | Marek Vokáč       |
| 2000    | Opava             | Pavel Blatný      |
| 2001    | Kunžak            | Eduard Meduna     |
| 2002    | Ostrava           | Petr Hába         |
| 2003    | Luhačovice        | Miloš Jirovský    |
| 2004    | Karlovy Vary      | David Navara      |
| 2005    | Karlovy Vary      | David Navara      |
| 2006    | Brno              | Viktor Láznička   |
| 2007    | Prague            | Tomáš Polák       |
| 2008    | Havlíčkův Brod    | Vlastimil Babula  |
| 2009    | Děčín             | Pavel Šimáček     |
| 2010    | Ostrava           | David Navara[1]   |
| 2011    | Pardubice         | Jiří Štoček[2]    |
| 2012    | Kouty nad Desnou  | David Navara      |
| 2013    | Ledeč nad Sázavou | David Navara[3]   |
| 2014    | Ostrava           | David Navara[4]   |
| 2015    | Havlíčkův Brod    | David Navara[5]   |
| 2016    | Ostrava           | Vojtěch Plát      |
| 2017    | Ostrava           | David Navara      |
| 2018    | Ostrava           | Svatopluk Svoboda |
| 2019    | Ostrava           | David Navara      |
| 2020[6] | Pilsen            | David Navara      |
| 2021    | Zlin              | Vojtěch Plát      |
| 2022    | Ústí nad Labem    | David Navara[7]   |
| 2023    | Lísek             | David Navara[8]   |
| 2024    | Ostrava           | David Navara[9]   |

## Multiples vainqueurs
L'Union tchèque des échecs et la presse d'échecs tchèque comptent les titres tchèques et tchécoslovaques ensemble, avec le classement qui en résulte comme suit :
- 13 titres : David Navara (entre 2004 et 2023)
- 7 titres : Luděk Pachman (1946-1966)
- 6 titres : Vlastimil Hort (1969-1977)
- 5 titres : Ľubomír Ftáčnik (1981-1989)
- 3 titres :
  - Oldřich Duras (1905 à 1911),
  - Miroslav Filip (1950 à 1954),
  - Vlastimil Jansa (1964 à 1984),
  - Karel Opočenský (1927 à 1938),
  - Jan Smejkal (1973 à 1986)

## Vainqueurs du championnat féminin
| Année | Ville                   | Vainqueur             |
| ----- | ----------------------- | --------------------- |
| 1993  | Tišnov                  | Petra Krupková        |
| 1994  | Nymburk                 | Lenka Ptáčníková      |
| 1994  | Chrudim                 | Hana Kubíková         |
| 1995  | Olomouc                 | Silvie Šaljová        |
| 1996  | Ústí nad Labem          | Lenka Ptáčníková      |
| 1997  | Ostrava                 | Gabriela Hitzgerová   |
| 1998  | Klatovy                 | Gabriela Hitzgerová   |
| 1999  | Klatovy                 | Silvie Šaljová        |
| 2001  | Třinec                  | Olga Sikorová         |
| 2002  | Frymburk                | Olga Sikorová         |
| 2003  | Luhačovice              | Kateřina Čedíková     |
| 2004  | Karlovy Vary            | Olga Sikorová         |
| 2005  | Karlovy Vary            | Alena Kubiková        |
| 2006  | Havlickov Brod          | Eva Kulovana          |
| 2008  | Havlíčkův Brod          | Kateřina Němcová      |
| 2009  | Děčín                   | Kateřina Čedíková[10] |
| 2010  | Ostrava                 | Kateřina Němcová      |
| 2011  | Pardubice               | Karolína Olšarová[2]  |
| 2012  | Kouty nad Desnou        | Tereza Olšarová       |
| 2013  | Ledeč nad Sázavou       | Martina Marečková     |
| 2014  | Ostrava                 | Olga Sikorová[4]      |
| 2015  | Havličkův Brod          | Tereza Olšarová[5]    |
| 2016  | Ostrava                 | Joanna Worek          |
| 2017  | Ostrava                 | Kristýna Havlíková    |
| 2018  | České Budějovice        | Olga Sikorová         |
| 2019  | Prague                  | Karolína Olšarová     |
| 2020  | Frýdek-Místek           | Kristýna Petrová      |
| 2021  | Frýdek-Místek           | Karolina Pilsova      |
| 2022  | Jaroměřice nad Rokytnou | Natasa Richterova[11] |
| 2023  | Lísek                   | Julia Movsesian[8]    |
| 2024  | Ostrava                 | Julia Movsesian[9]    |